# Samus
Samus (ryska: Самусь) är en ort i Tomsk oblast i Ryssland. Den ligger vid floden Tom 20 kilometer från Seversk. Orten ligger under Seversks administration och har cirka 6 000 invånare.